# Jong Song-ok
Jong Song-ok (Haeju, 18 augustus 1974) is een Noord-Koreaanse marathonloopster.

## Biografie
Jong Song-ok begon haar carrière in 1995 met een tijd van 2:29.57. In 1996 verbeterde ze haar tijd naar 2:29.54. In datzelfde jaar behaalde ze op de Olympische Spelen een 20e plaats in 2:35.31. In 1998 werd ze derde op de marathon van Peking.
Ze was bij het publiek onbekend, maar niet onervaren, toen ze mee deed aan het IAAF wereldkampioenschap marathon 1999 in Sevilla. De temperatuur zou die dag oplopen van 24° C aan de start tot 32° C aan de finish.
Met nog 10 kilometer te gaan nam de Ethiopische Fatuma Roba de leiding en bouwde snel haar voorsprong uit. Jong Song-ok en de Japanse Ari Ichihashi bleven achtervolgen en kort voor het 40 kilometerpunt namen ze de leiding in de wedstrijd over. De beide Aziaten bleven tot de finish bij elkaar. Uiteindelijk won ze met drie seconden voor de Japanse met een nieuw nationaal record van 2:26.59. De Roemeense Lidia Şimon werd derde voor Fatuma Roba. Jong Song-ok was hiermee de eerste Noord-Koreaanse atlete die wereldkampioen werd.
Jong Song-ok is een sportlerares, getrouwd met haar man Kim Jung Won en moeder van een zoon.

## Titels
- Wereldkampioene marathon - 1999

## Persoonlijk record
| afstand  | tijd    | plaats  | datum            |
| -------- | ------- | ------- | ---------------- |
| marathon | 2:26.59 | Sevilla | 29 augustus 1999 |

## Palmares

### Marathon
- 1995:  Marathon van Pyongyang - 2:29.57
- 1996:  Marathon van Pyongyang - 2:29.54
- 1996: 20e OS - 2:35.31
- 1997: 12 Marathon van Peking - 2:34.24
- 1998:  Marathon van Peking - 2:30.48
- 1999:  WK in Sevilla - 2:26.59
- 2002: 4e Marathon van Pyongyang - 2:29.24
- 2002: 11e Marathon van Peking - 2:30.49